# Pseudochaeta latitarsus
Pseudochaeta latitarsus là một loài ruồi trong họ Tachinidae.